# Тангу (окръг)
Окръг Тангу (на китайски: 塘沽区, пинин: Tánggū Qū) е бивш окръг на агломерация Тиендзин в Китай, днес част от новия район Бинхай (Binhai New Area). Граничи с окръг Нинге на север, Нангпу на североизток, Донгли на северозапад, Джинан на запад и Даганг на юг. Намира се в устието на река Хайхъ на Бохайско море, на 48 км надолу по течението от град Тиендзин, който обслужва с пристанището си. Зоната за икономическо-технологично развитие на Тиендзин (Tianjin Economic-Technological Development Area) е в границите на окръга. Фортовете Таку, които са в списъка на паметниците на Китайската народна република, се намират в градския квартал Тангу.
Китайската магистрала 103 започва от Пекин и достига брега в Тангу, на 149 км.
Tангу е място на десанта на френско-английските експедиционни сили през 1860 г. за Втората опиумна война и десанта на Международните експедиционни сили през 1900 г. за Боксерската война. На 21 май 1933 г. е подписан договор за примирие между Република Китай и Япония.
Останките на една от крепостите на Таку на южния бряг на устието на река Хайхъ служат за паметник на двете империалистически войни (大沽 炮台 公园|Dàgū pàotái gōngyuán).
Земята около Тангу е много равна. Най-високата точка в района е с надморска височина от 46 метра и е на 6,1 km югоизточно от Тангу. Гъстотата на населението е много голяма – около 735 души на квадратен километър, като Тангу е най-големият град в района.

## Климат
Климатът е студен и сух. Средната температура е 12°C. Най-топлият месец е юли с температура 25 °C , а най-студеният януари, при -4°C. Средните валежи са 762 милиметра годишно. Най-влажният месец е юли с 269 милиметра дъжд, а най-влажният януари с 4 милиметра.

## История
На 31 май 1933 г. националното правителство на Китайската народна република и японската армия подписват примирието в Тангу. След 80 години на 20-ти век, в окръг Тангу е създадена зоната за икономическо развитие на технологиите в Тиендзин. На 9 ноември 2009 г. районите Тангу, Хангу и Даганг са обединени, за да образуват новия общински район Бинхай.

## Административно деление
- Подрайони[3]:
  - Ксинчун
  - Джиефланглу
  - Санхуайлу
  - Ксинкганг
  - Хангжудао
  - Синхе
  - Ксянгянг
  - Дагу
  - Бейтанг
  - Худжяйуан
- град: Ксингченг